# سیسزانو
سیسزانو (به لاتین: Cieszanów) یک شهر و گمینا در لهستان است که در گمینا چیشانوو واقع شده‌است. سیسزانو ۱۵٫۰۹ کیلومتر مربع مساحت و ۱٬۸۹۹ نفر جمعیت دارد.

## خواهرخوانده
شهرهای آرگنبوهل، کاپانولی، دیوشد، Kaluža، ژولکفا و رادبورگ خواهرخوانده‌های سیسزانو هستند.